# Nationaal Hauszmannprogramma
Het Nationaal Hauszmannprogramma (Hongaars: Nemzeti Hauszmann terv) is een nationaal renovatieplan voor de Kasteelwijk van Boeda, waarbinnen een aantal bouwwerken herbouwd of gerenoveerd, en een aantal tuinen of parken in oude glorie hersteld wordt. Het gaat om gebouwen die door de regering van de Communistische Volksrepubliek Hongarije niet herbouwd of gerenoveerd werden om idealistische redenen. Bij herbouw moet gedacht worden aan bijvoorbeeld de Koninklijke Manege en de renovatie van de Koning Matthiasfontein. Het renovatieproject duurt van 2019 tot 2024. Deze bouwwerken werden beschadigd of vernietigd in de Tweede Wereldoorlog, tijdens de gevechten om Boedapest die plaatsvonden tussen december 1944 en februari 1945.
Het project is vernoemd naar de Oostenrijks-Hongaarse architect Alajos Hauszmann, die gedurende anderhalf decennium zelf de architectonische directeur was van de uitbreidingswerkzaamheden aan de Koninklijke burcht en het zijn huidige neobarokke uiterlijk vorm gaf.

## Objecten die herbouwd of gerestaureerd gaan worden
- Herbouw van:  Koninklijke Manege van Hongarije, Paleis van Aartshertog Jozef, Zaal van Sint-Stephanus in het Koninklijk Paleis van Boedapest,  Trappen van Miklós Ybl, Hoofdkwartier van het Rode Kruis in Boedapest,  Ministerie van Defensie van Transleithanië, Hoofdwacht van Boedapest en de toren van het Nationaal archief van Hongarije
- Renovatie van het Weißenburger Rondeel en de omliggende tuinen
- Restauratie van het Ruiterstandbeeld van de Artúr Görgey en de Koninklijke Matthiasfontein

## Afbeeldingen

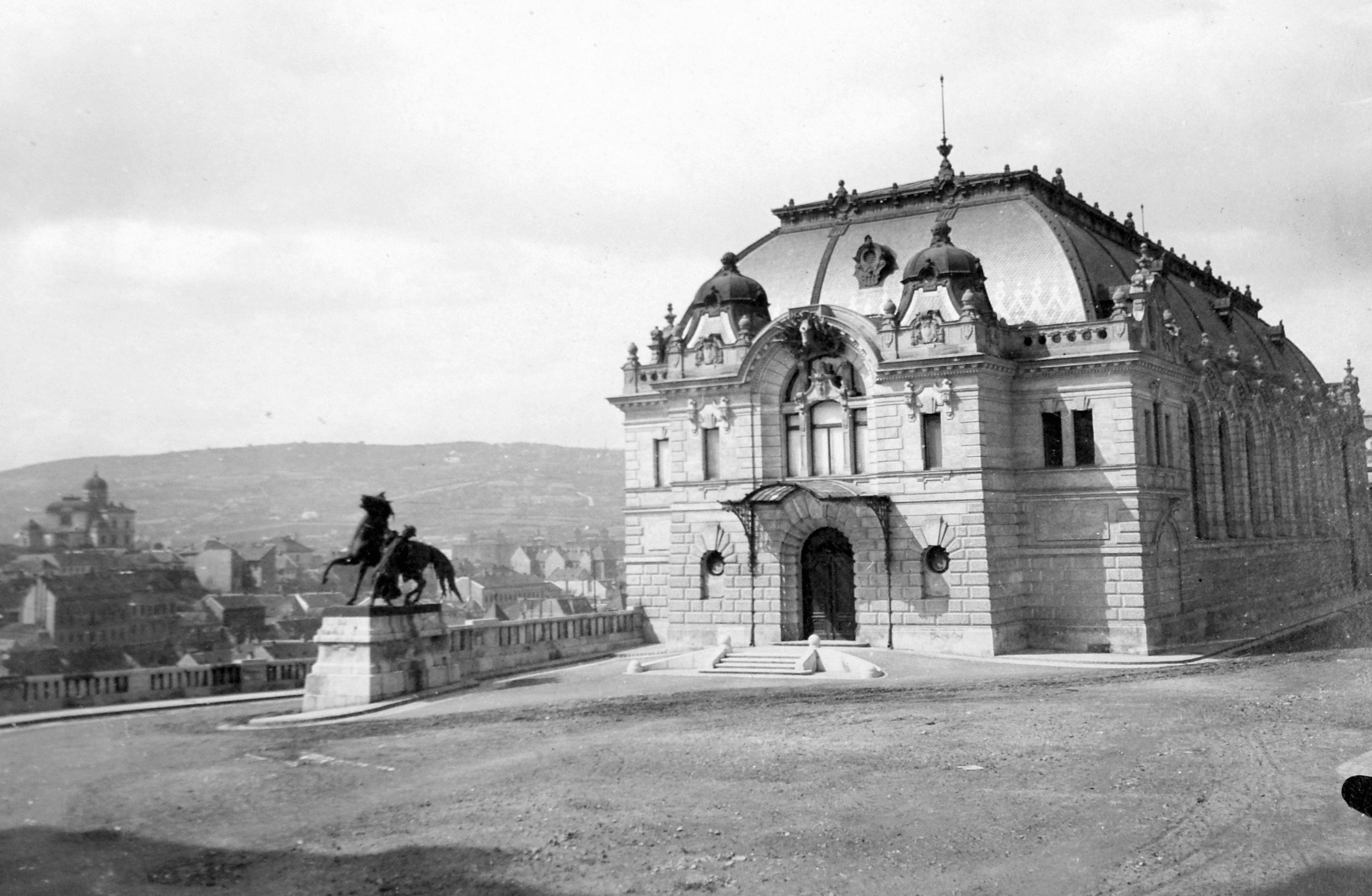
Koninklijke Manege in 1915
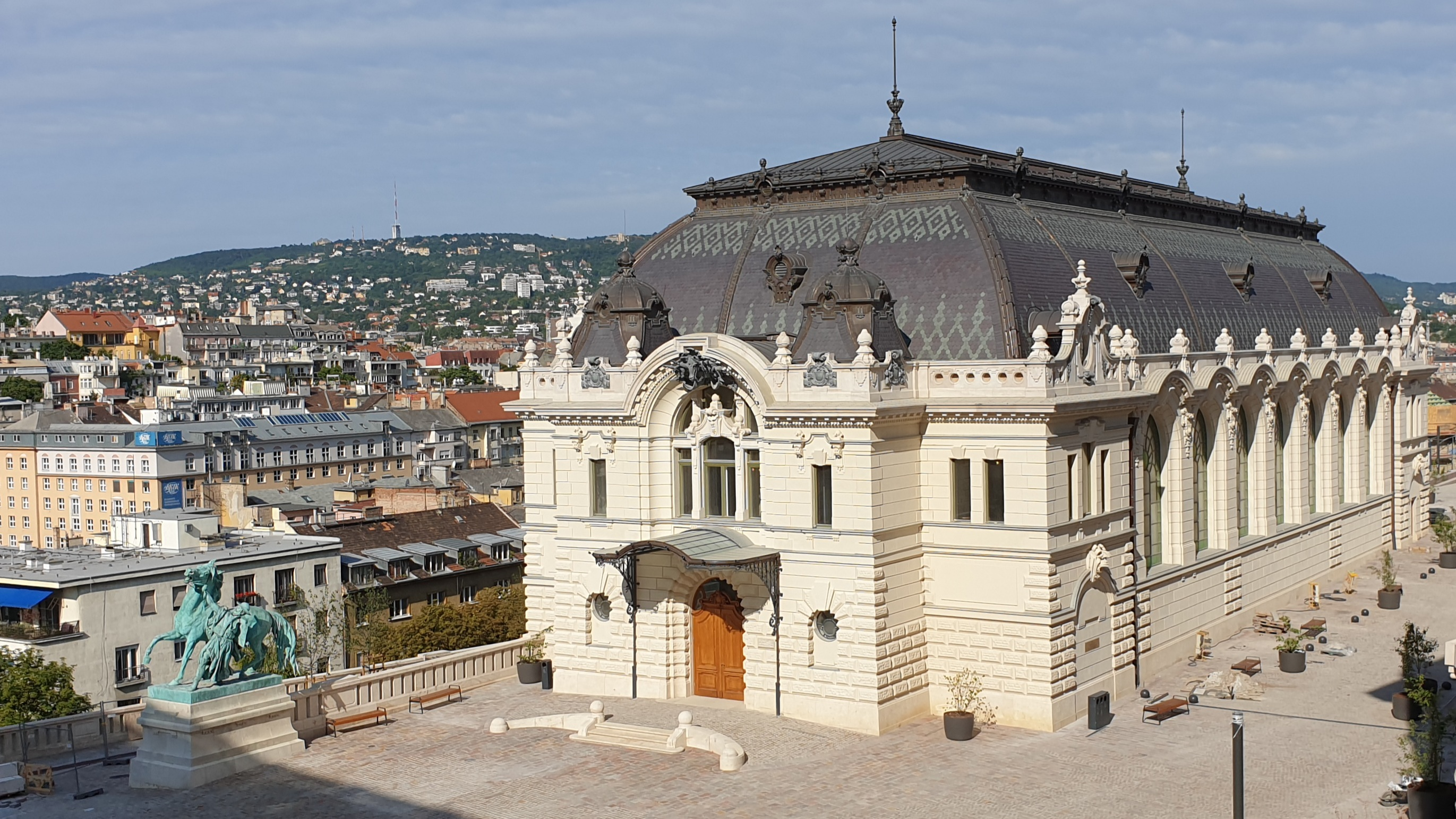
De herbouwde Koninklijke Manege in 2021
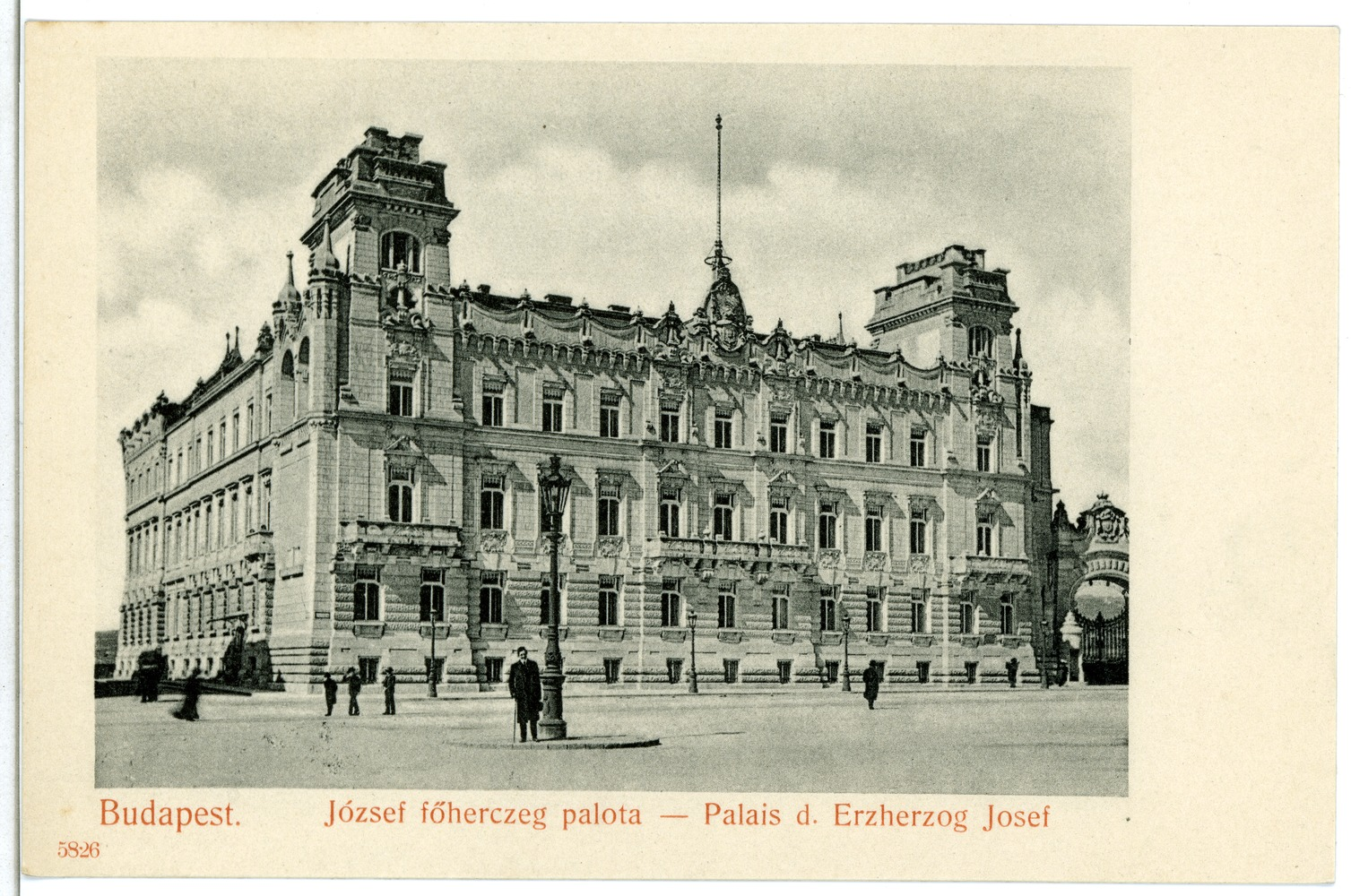
Het Paleis van Aartshertog Jozef in Boedapest
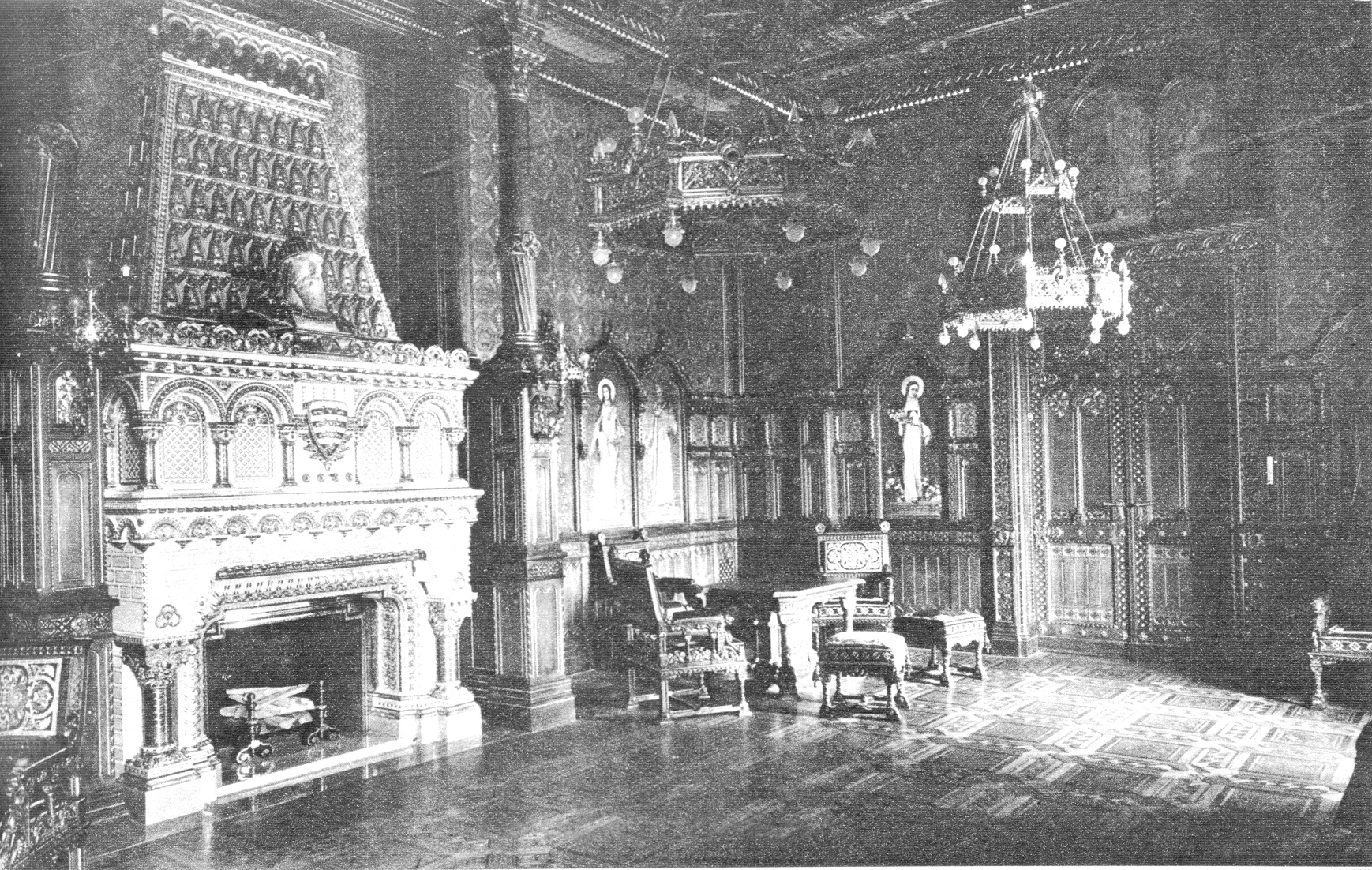
De Zaal van Sint-Stephanus in het Koninklijk Paleis van Boedapest rond 1905
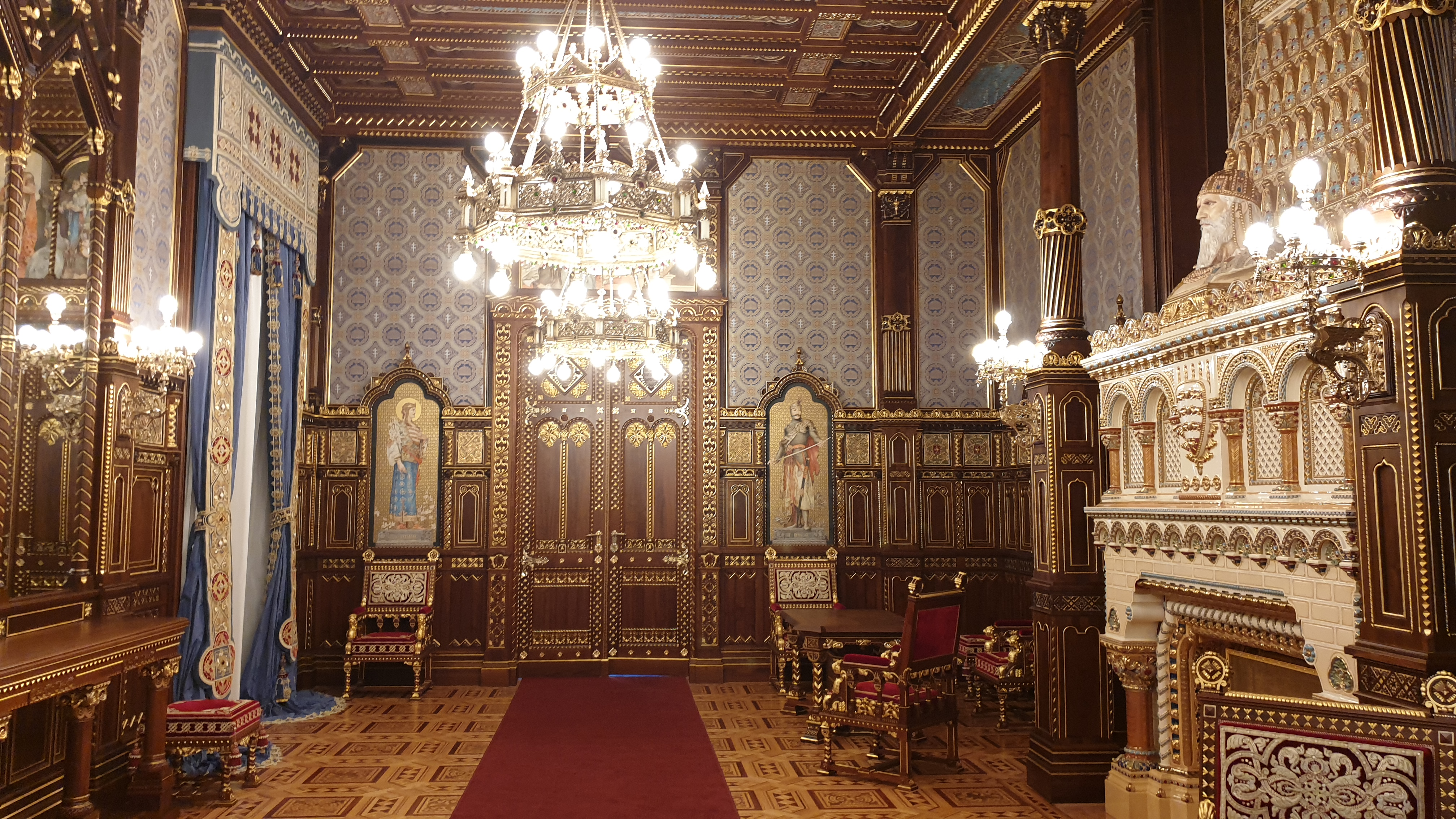
De herbouwde Zaal van Sint-Stephanus in 2022
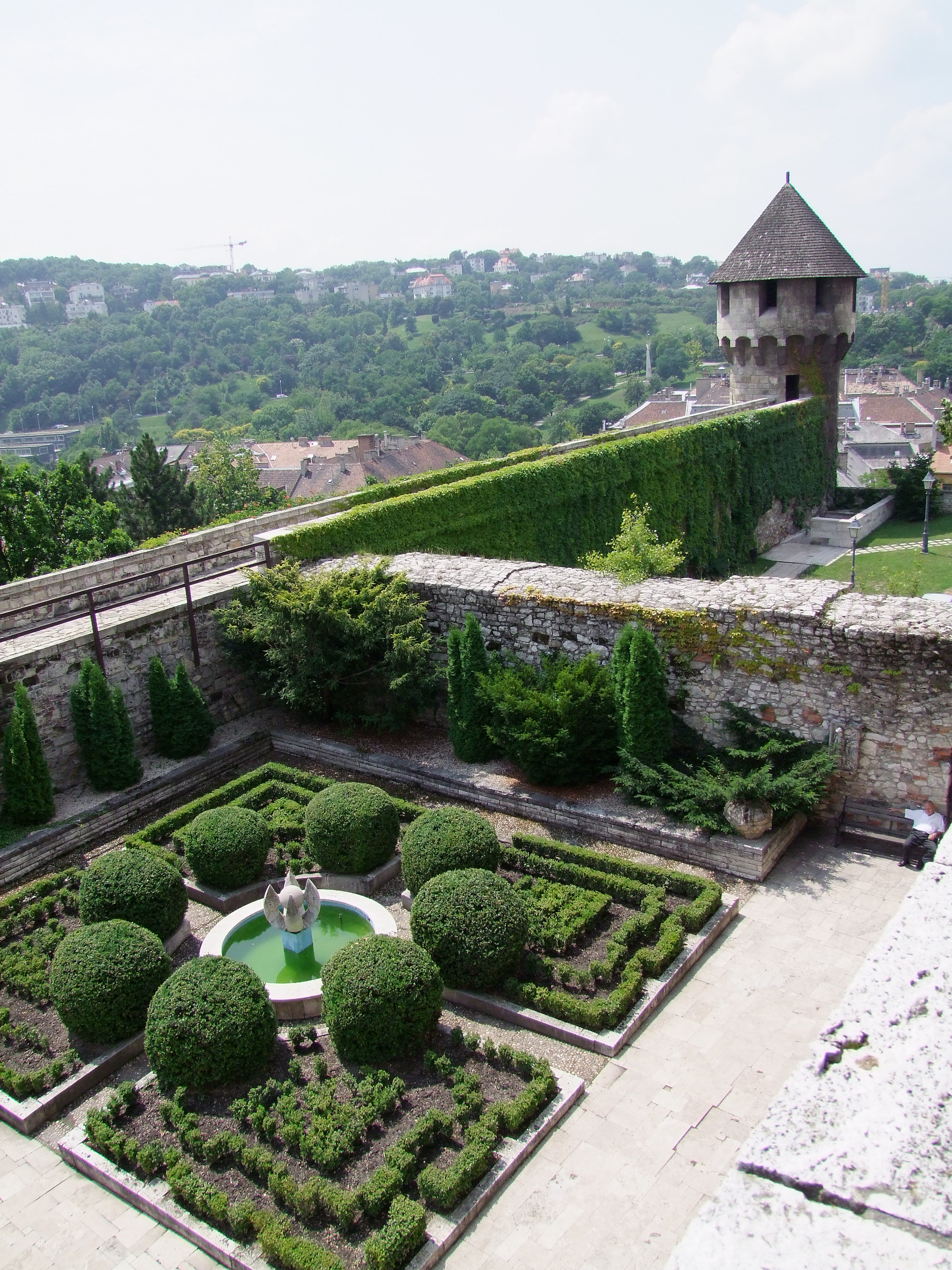
Deel van een heringerichte tuin in de Burchtwijk van Boedapest